# Mocius-Zisterne

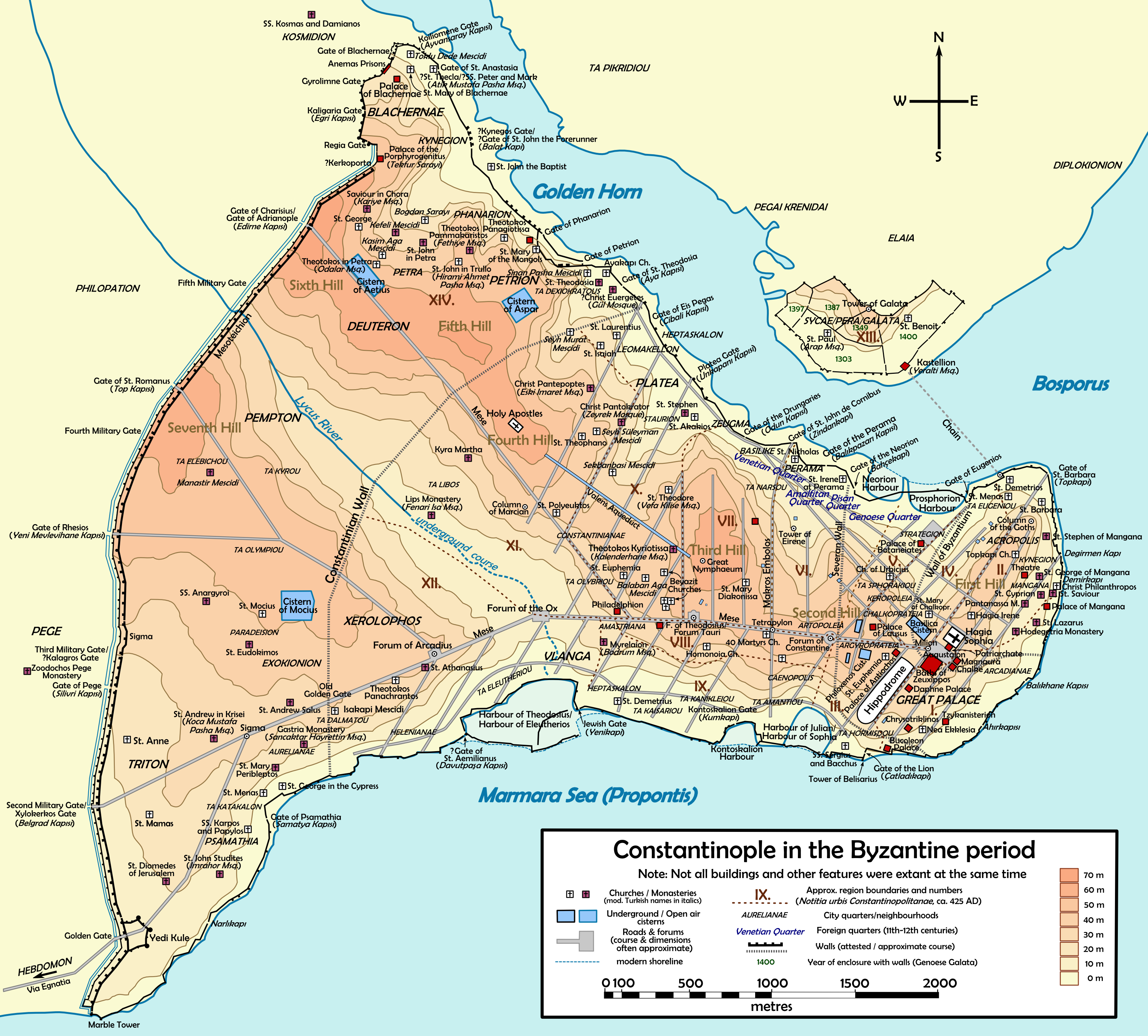
Karte des byzantinischen Konstantinopel

Die Mocius-Zisterne (griechisch κινστέρνη τοῦ Μωκίου; türkisch Altımermer Çukurbostanı, versunkener Garten von Altımermer) war die größte offene Zisterne des byzantinischen Konstantinopels.

## Lage
Die Zisterne liegt im Stadtviertel Seyyid Ömer des Istanbuler Stadtbezirks Fatih zwischen Ziya Gökalp Sokak im Norden und Cevdet Paşa Caddesi im Süden. Im Südwesten liegt die Seyyid-Ömer-Moschee. Die Zisterne lag innerhalb der Theodosianischen Mauer auf dem siebten Hügel des einstigen Konstantinopel in der Region XII. mit Blick auf das Marmarameer.

## Geschichte
Nach den Patria Konstantinupoleos wurde die Zisterne unter dem byzantinischen Kaiser Anastasios I. (Regentschaft 491–518) errichtet. Den Namen trägt die Zisterne von der einst an der südwestlichen Ecke gelegenen Kirche St. Mocius. Die Zisterne lag innerhalb der Theodosianischen Landmauer und sollte die Wasserversorgung neu errichteter Stadtteile sicherstellen.
Der Forschungsreisende Pierre Gilles schrieb um 1540, dass die Zisterne zu diesem Zeitpunkt bereits trockengefallen war. Nach der osmanischen Eroberung Konstantinopels im Jahr 1453 nannte man die Zisterne Çukurbostan (Versunkener Garten), weil man hier bis zum Ende des 20. Jahrhunderts Gemüse anpflanzte. Seit 2014 ist das Gelände ein Park (türkisch Fındıkzade Eğitim parkı).

## Beschreibung
Die rechteckige Zisterne ist 170 Meter lang, 147 Meter breit und bedeckt eine Fläche von 25.000 m². Damit war sie die größte Zisterne Konstantinopels. Die durchschnittliche Tiefe ist unbekannt, da im inneren Erde aufgefüllt wurde, man schätzt aber, dass die Mauern ursprünglich zwischen 10,50 Meter und 15 Meter hoch waren, von denen heute noch zwei bis vier Meter sichtbar sind. Das Reservoir konnte somit zwischen 260.000 und 370.000 m³ Wasser speichern. Die sechs Meter dicken Mauern wurden in der römischen Mauertechnik opus listatum aus alternierenden Bändern von rotem Ziegelstein und Gussmauerwerk erbaut. Das Gussmauerwerk wurde mit Werksteinen verblendet, sodass äußerlich eine Bänderung entsteht, die typisch ist für die Zisternen dieser Zeit und auch bei der Aetius-Zisterne und der Aspar-Zisterne verwendet wurde.